# Volkssternwarte Kirchheim

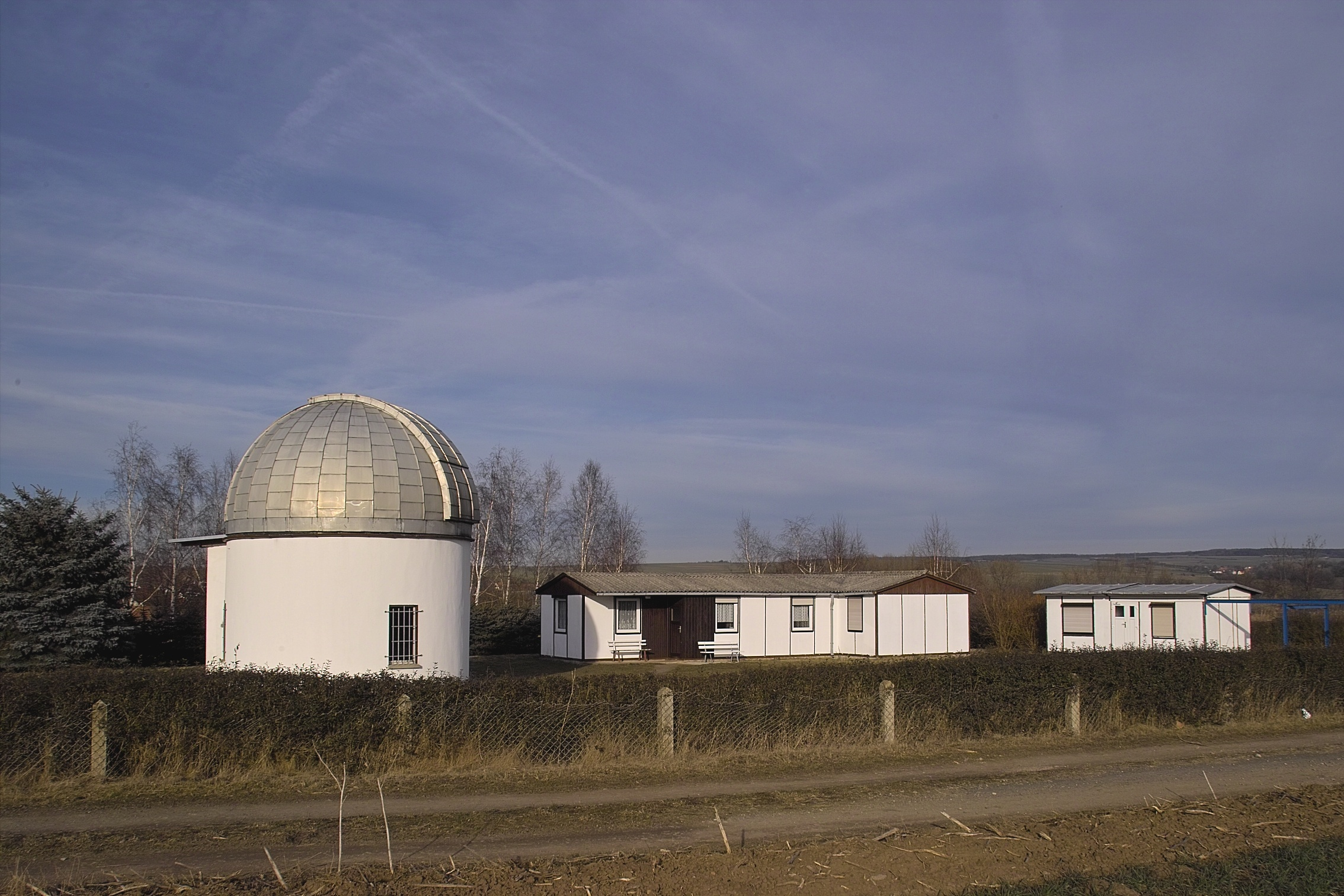
Die Volkssternwarte (2008)

Die Volkssternwarte Kirchheim ist eine Volkssternwarte in Kirchheim, etwa 15 Kilometer südlich der Thüringer Landeshauptstadt Erfurt.

## Geschichte der Sternwarte

6-Meter-Kuppel im Rohbau (1980)

1968 begannen die Schüler Gunter Freydank und Jürgen Schulz mit astronomischen Beobachtungen. Sie bauten in der Zeit von 1969 bis 1972 eine kleine Beobachtungsstation mit einem 12-cm-Spiegelteleskop, zwischen 1974 und 1977 folgte ein 30-cm-Cassegrain-Teleskop. Zur gleichen Zeit wurde am heutigen Standort der Volkssternwarte in Eigenleistung ein Schiebedach-Observatorium errichtet.
Die Gemeinde Kirchheim übernahm 1977 das Gebäude sowie das vorhandene Instrumentarium in ihre Trägerschaft und es wurde eine Fachgruppe Astronomie beim örtlichen Kulturbund gegründet. Im Jahr 1979 wurde die sechs Meter hohe Kuppel auf dem Gelände der Sternwarte errichtet, 1982 das 500-mm-Newton-Teleskop in Betrieb genommen. Es war damals eines der größten von Amateuren konstruierten Fernrohre auf dem Gebiet der DDR. 1985 wurde die Sternwarte um ein Vortragsgebäude mit Gästezimmern erweitert.
Von 1978 bis zur Wende wurden jährliche einwöchige Sommerlager für jugendliche Amateurastronomen durchgeführt. Daneben wurde die Sternwarte auch durch Gastbeobachter genutzt.
Nach der Wende wurde die Fachgruppe Astronomie 1990 in einen gemeinnützigen Verein mit dem Namen „Volkssternwarte Kirchheim e. V.“ umgewandelt, der 1992 einen Partnerschaftsvertrag mit der Vereinigung der Sternfreunde (VdS) zur Einrichtung einer zentralen Feriensternwarte in Deutschland abschließen konnte. Seitdem finden regelmäßig Tagungen, Seminare und Workshops mit Teilnehmern aus der ganzen Bundesrepublik und benachbarten EU-Ländern statt.
Am 50-cm-Teleskop wurde 2008 der Newtonauszug komplett umgebaut. Er erlaubt heute die vignettierungsfreie Himmelsfotografie mit Kameras bis Kleinbildformat. Ein System von Ringschwalben ermöglicht den schnellen Wechsel von fotografischer auf visuelle Beobachtung. Für eine deutliche Verringerung des Tubus-Seeings sorgt jetzt ein Lüfter hinter dem Hauptspiegel. Im Vortragsraum wurde ein mit EU-Mitteln geförderter Beamer installiert. Nach zwei Jahren Planung konnte im März 2009 ein neues 60-cm-Cassegrain-Teleskop in der Kuppel in Betrieb genommen werden.

## Ausstattung

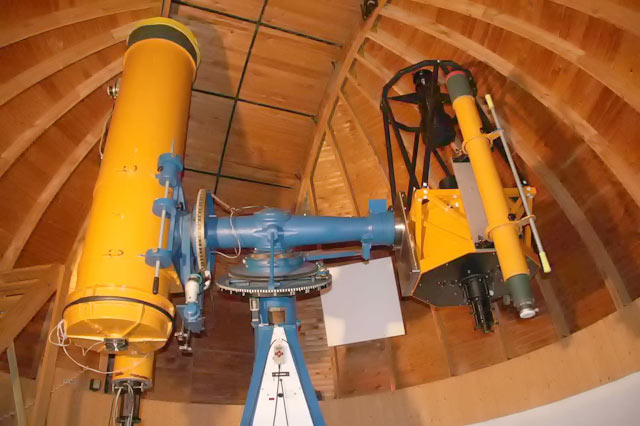
Teleskopsetup in der 6-m-Kuppel

In der Schiebedachhütte an der computergesteuerten Deutschen Montierung:
- Primärfokus-Cassegrain-Teleskop 300/1500/4500 mm mit Sital-Spiegel
- Kutter-Schiefspiegler 250/5000 mm von Lichtenknecker
- Takahashi TOA-130
- Zeiss-AS-Refraktor 80/1200 mm und 110/1650 mm

In der 6-m-Kuppel an einer ferngesteuerten Zeiss-VIII-Montierung mit hochpräzisem Schneckenrad:
- Newtonteleskop 500/2500 mm
- Zeiss-AS-Refraktor 200/3000 mm und 110/1650 mm
- Zeiss-Kamera 300/450/900 mm mit einem korrigierten Gesichtsfeld von 5×5° (2009 abgebaut)
- 24-Zoll-Cassegrain-Teleskop mit f/3-Primärfokus (Korrektor) und f/8-Sekundärfokus

Transportable Instrumente
- Celestron C8 Schmidt-Cassegrain-Spiegelteleskop
- Lichtenknecker Fagott-Refraktor 127/1900 mm
- Zeiss-Telementor 63/840 mm

Kameratechnik:
- Canon EOS 300D
- Canon EOS 350D mit Filterumbau
- AlphaMaxi mit blauempfindlichem KAF401E-Sensor von OES
- SBIG-STV-Kamera
- SBIG-STL6303E mit AO-L

Daneben ist ein breites Sortiment an Okularen, Filtern und Adaptern, Herschelprismen zur Sonnenbeobachtung, ein Protuberanzenansatz sowie Möglichkeiten zur umfangreichen grafischen Dokumentationen vorhanden.

## Beobachtungsangebote
Die Volkssternwarte Kirchheim bietet wöchentlich öffentliche Beobachtungen an und betreut Schülerarbeitsgemeinschaften und schulische Projektarbeiten. Einzigartig an der Sternwarte ist das Angebot an interessierte Amateurastronomen, als Gastbeobachter an den Instrumenten zu beobachten.